# HEHE
HEHE(본명: 임샛별, 1994년 4월 13일 ~)은 대한민국의 작곡가이자 온라인콘텐츠창작자이다.

## 음반
- 2021년 나 사랑받았네